# Грушко Олена Арсенівна
Олена Арсенівна Грушко (рос. Елена Арсеньевна Грушко, 17 вересня 1953, Хабаровськ — 12 грудня 2023, Нижній Новгород) — радянська та російська письменниця-фантастка, авторка детективних та історичних романів та авторка досліджень з історії Росії.

## Біографія
Народилась Олена Грушко 17 вересня 1953 року в Хабаровську. Майбутня письменниця рано полюбила літературу, а згідно її спогадів, свій перший великий літературний твір — роман із життя моряків — вона написала ще ученицею другого класу школи. Після закінчення школи Олена Грушко навчалась на філологічному факультеті Хабаровського педагогічного інституту, який закінчила у 1973 році. Після закінчення вишу Грушко працювала на Хабаровській студії телебачення ведучою програм для дітей та юнацтва, пізніше працювала в редакції журналу «Далекий Схід» та в Хабаровському книжному видавництві. Пізніше Олена Грушко заочно закінчила сценарний факультет Всесоюзного інституту кінематографії. Із кінця 80-х років ХХ століття Олена Грушко брала активну участь у роботі Всесоюзного творчого об'єднання молодих письменників-фантастів при видавництві «Молода Гвардія». У 1987 році вона стала учасником семінару молодих фантастів Сибіру і Далекого Сходу в Новосибірську, пізніше була координатором цього творчого об'єднання по Уралу та Поволжю, брала участь у всіх конвентах, які проводило об'єднання, а також у кількох міжнародних з'їздах письменників-фантастів.
У кінці 80-х років ХХ століття Олена Грушко перебралася до Нижнього Новгорода. Спочатку на новому місці проживання письменниця продовжила свою творчість у жанрі фантастики, проте пізніше вона відійшла від фантастичного жанру, віддаючи перевагу написанню детективних, авантюрно-любовних та історичних творів, які вона переважно видала під псевдонімом «Олена Арсеньєва». Також на початку ХХІ століття Олена Грушко у співавторстві з Юрієм Медведєвим видала цикл книжок з історії Київської Русі, Росії та побуту росіян. Окрім цього, Олена Грушко є великою шанувальницею танго, та керує в Нижньому Новгороді школою танців «АТанго».

## Літературна творчість
Літературну творчість Олена Грушко розпочала на початку 80-х років ХХ століття. Перші її реалістичні оповідання були негативно сприйняті тогочасними літературними критиками, і вона вирішила розпочати писати фантастичні твори. Першим її твором із жанру фантастики стало оповідання «Експеримент», яке увійшло до збірки переважно реалістичних оповідань «Останній сніг квітня». Переважна більшість творів письменниці, яку відносять до так званої радянської «молодогвардійської» школи фантастики, написані переважно характерним «билинним» стилем, із переважанням у сюжетах елементів фентезі, із включенням у число героїв казкових та міфологічних персонажів, як російської міфології, так і міфології народів Далекого Сходу, зокрема нівхської у повісті «Останній чогграм», а також міфології Стародавнього Межиріччя в оповіданні «Військовий похід проти Південного Вітру».
З початку 90-х років ХХ століття, після переїзду до Нижнього Новгорода, Олена Грушко на тривалий час відійшла від фантастичної тематики. Письменниця розпочала писати повісті та романи детективної тематики під псевдонімом «Олена Арсеньєва» на честь свого батька, який був викладачем музики. Також письменниця написала кілька циклів авантюрно-любовних та історичних романів, під своїм псевдонімом. Олена Грушко вважається засновником унікального жанру російських романів для жінок. Разом із письменником Юрієм Медведєвим на початку ХХІ століття Грушко також видала цикл книжок з історії Київської Русі, Росії та побуту росіян.
На початку ХХІ століття письменниця повернулась до фантастичної тематики, і під псевдонімом «Олена Арсенівна Арсеньоєва» розпочала публікацію циклу повістей для підлітків у жанрі містики під загальною назвою «Велика книга жахів».
Померла Олена Грушко 12 грудня 2023 року в Нижньому Новгороді.

## Особисте життя
Олена Грушко є матір'ю трьох доньок.

## Переклади
Частина творів Олени Грушко перекладені французькою мовою.

### Під іменем Олена Грушко

#### Збірки
- 1984 — Последний снег апреля
- 1986 — Добрыня; Последний чогграм
- 1989 — Картина ожидания
- 1991 — Зимний единорог

#### Повісті
- 1985 — Совпадение
- 1986 — Добрыня
- 1986 — Последний чогграм
- 1987 — Дети, наши дети
- 1988 — Голубой кедр
- 1988 — Цветица
- 1989 — Лебедь Белая
- 1990 — Атенаора Меттер Порфирола
- 1990 — Выдумки чистой воды
- 1990 — Ветка Обимура
- 1990 — Феникс в клетке
- 1991 — Вечер и дождь
- 1991 — Созвездие Видений
- 1991 — Хорги

#### Оповідання
- 1983 — Не жена
- 1984 — Яма ближнему своему
- 1984 — Валька
- 1984 — Эксперимент
- 1984 — На этом белом свете
- 1984 — На сон грядущий
- 1984 — Первый выстрел
- 1984 — Доктор Воробьев
- 1984 — Последний снег апреля
- 1987 — Женщина и смерть
- 1987 — Золотая рыбка
- 1988 — Береза, белая лисица
- 1988 — Картина ожидания
- 1988 — Чужой
- 1989 — Военный поход против Южного Ветра
- 1989 — Зимний единорог
- 1989 — Ночь
- 1989 — Контакт
- 1989 — Сон Марии
- 1990 — Рыбка
- 1991 — Птицеглавые
- 1991 — Моление колесу
- 1992 — Кукла
- 1992 — То взор звезды…

#### У співавторстві з Юрієм Медведєвим
- 1995 — Словарь славянской мифологии
- 1995 — Словарь русских суеверий
- 1996 — Энциклопедия славянской мифологии
- 1996 — Словарь имен
- 1997 — Словарь фамилий
- 1997 — Словарь всемирной мифологии
- 1999 — Энциклопедия русских чудес
- 1999 — Энциклопедия русской мудрости
- 1999 — Толковый словарь русского языка В. И. Даля, современная версия
- 2000 — Современные крылатые слова и выражения
- 2000 — Энциклопедия русского знахаря
- 2000 — Энциклопедия русских имен
- 2000 — Энциклопедия русских фамилий
- 2000 — Энциклопедия русских суеверий
- 2000 — Энциклопедия знаменитых россиян
- 2000 — Энциклопедия русских примет
- 2001 — Энциклопедия русских преданий
- 2001 — Энциклопедия русской кухни
- 2002 — Энциклопедия русских песен
- 2003 — Мифы и легенды древней Руси
- 2004 — Русские народные сказки, легенды, предания
- 2004 — Русские легенды и предания
- 2005 — Русские легенды и обычаи

### Під іменем Олена Арсеньєва

#### Романи
- История одного рода
  - 1995 — Тайное венчание
  - 1996 — Опальная графиня
  - 1996 — Звезда королевы
  - 1996 — Обретенное счастье
  - 1997 — Бог войны и любви
  - 1997 — Карта судьбы
  - 2007 — Встреча на Чертовом мосту
- 1997 — В объятьях призрака
- 1997 — Венецианская блудница
- 1997 — Северная роза
- 1998 — Любовник богини
- 1998 — Моя подруга — месть
- 1998 — Охота на красавиц
- 1998 — Страшное гадание
- 1998 — Яд вожделения
- 1999 — Безумное танго
- 1999 — Смерть тебе не изменит
- 1999 — Судьба стреляет без промаха
- 1999 — Твой враг во тьме
- 1999 — Убить, чтобы воскреснуть
- 2000 — Если красть, то миллион
- 2000 — Клеймо красоты
- 2000 — Обнаженная тьма
- 2000 — Полуночный лихач
- 2000 — Гарем Ивана Грозного
- 2001 — Государева охота
- 2001 — Компромат на кардинала
- 2001 — Короля играет свита
- 2002 — Престол для прекрасной самозванки
- 2002 — Царица без трона
- Цикл об Алене Дмитриеве
  - 2002 — Репетиция конца света
  - 2004 — Крутой мэн и железная леди
  - 2004 — Поцелуй с дальним прицелом
  - 2004 — Сыщица начала века
  - 2005 — Час игривых бесов
  - 2006 — На все четыре стороны
  - 2006 — Разбитое сердце июля
  - 2006 — Мода на умных жен
  - 2007 — Ведьма из яблоневого сада
  - 2008 — Академия обольщения
  - 2008 — Проклятие Гиацинтов
  - 2008 — Бабочки смерти
  - 2008 — В пылу любовного угара
  - 2009 — Черная жемчужина
  - 2009 — Лесная нимфа
  - 2009 — Любимая девушка знахаря
  - 2009 — Чаровница для мужа
  - 2010 — Мужчины Мадлен
  - 2010 — Письмо королевы
  - 2011 — Проклятие итальянского браслета
  - 2011 — Фигурки страсти
  - 2013 — Танго под палящим солнцем
- 2002 — Мышьяк за ваше здоровье
- 2002 — Последняя женская глупость
- 2002 — Страшная сказка
- 2003 — Дамочка с фантазией
- 2003 — Имидж старой девы
- 2003 — Париж.ru
- 2003 — Прекрасна и очень опасна
- 2004 — Повелитель разбитых сердец
- 2005 — Мост бриллиантовых грез
- 2005 — Рецепт Екатерины Медичи
- Русская семейная сага
  - 2006 — Последнее лето
  - 2006 — Осень на краю
  - 2007 — Зима в раю
  - 2007 — Несбывшаяся весна
  - 2007 — Год длиною в жизнь
  - 2008 — Страсть сквозь время
  - 2008 — Звезда на содержании
  - 2009 — Любушка-голубушка
  - 2009 — Царственная блудница
  - 2010 — Загадка старого имения
  - 2010 — Краса гарема
  - 2010 — Несбывшаяся любовь императора
  - 2010 — Роковая любовь немецкой принцессы
  - 2010 — Страсть Северной Мессалины
  - 2010 — Тайный грех императрицы
  - 2010 — Одна любовь на двоих
  - 2011 — Коронованная распутница
  - 2011 — Последний дар любви
- Цикл «Врачебные секреты»
  - 2011 — Личное дело врача
  - 2011 — Между жизнью и смертью
  - 2011 — Пока ты дышишь
  - 2012 — Мужчина в пробирке
  - 2012 — Русская лилия
  - 2012 — Любовь и долг Александра III
  - 2012 — Разбитое сердце Матильды Кшесинской
  - 2012 — Звезда моя единственная
  - 2013 — Голос крови
  - 2013 — Русская любовь Дюма
  - 2013 — Еще одна из дома Романовых
  - 2013 — Нарышкины, или Строптивая фрейлина
  - 2013 — Юсуповы, или Роковая дама империи
  - 2014 — Любимая муза Карла Брюллова
- Школа гетер
  - 2014 — Школа гетер
  - 2015 — Лаис Коринфская: Соблазнить неприступного
  - 2015 — Никарета: Святилище любви
- Романизация эпизодов телесериала «Дом с лилиями»
  - 2015 — Чужая дочь
  - 2015 — Чужой муж
  - 2015 — Свои, родные, наши!
- Цикл о Лидии Дуглас
  - 2015 — Ключ к сердцу императрицы
  - 2015 — Личный оборотень королевы
- Цикл об Артемии
  - 2015 — Печать Владимира
  - 2015 — Сокровища Византии
  - 2016 — Портрет королевского палача
  - 2016 — Компромат на Ватикан

#### Цикли повістей та повісті
- Браки совершаются на небесах
- Любовь у подножия трона
- Прекрасные авантюристки
- Дамы плаща и кинжала
- И звезды любить умеют
- Царица любит не шутя
- Блистательные изгнанницы
- Госпожа сочинительница
- Грешные музы
- Женщины для вдохновенья
- Королева эпатажа
- Преступления страсти
- 2014 — Брат чудовища
- 2014 — День без тьмы
- 2014 — Ночь на французском кладбище
- 2014 — Остров потерянных душ
- 2015 — Демоны зимней ночи
- 2015 — Дерево душ
- 2015 — Долг оборотня
- 2015 — Дочь мертвеца
- 2015 — Твой личный кошмар
- 2017 — Никто из преисподней
- 2014 — Самые страшные каникулы
- 2015 — Большая книга ужасов-63